# Chehalis (Washington)
Chehalis je grad u američkoj saveznoj državi Washington. Prema popisu stanovništva iz 2010. u njemu je živjelo 7.259 stanovnika.